# Viola hungarica
Viola hungarica är en violväxtart som beskrevs av Árpád von Degen och Sabransky. Viola hungarica ingår i släktet violer, och familjen violväxter. Inga underarter finns listade i Catalogue of Life.